# ホ204
ホ204（ホ二〇四）は、大日本帝国陸軍の航空機関砲である。

## 概要
ブローニング MG53-2 .50航空機銃の作動機構を模倣した一式十二・七粍固定機関砲（ホ103）の口径を37mmに拡大して設計されたもので、大森中央工業により開発・製造され、1943年（昭和18年）6月に試作砲が完成した。
弾薬は四式徹甲弾、四式榴弾、四式特殊焼夷弾が使用でき、この他演習弾（訓練弾）である各種代用弾があった。射撃の反動は1.3トンである。
一〇〇式司令部偵察機三型（キ46-III）を防空戦闘機に転用・改造した三型乙（キ46-III乙）の背面に上向き砲として装備され（携行弾数35発）、本砲を搭載した機体を三型乙プラス丙（三型乙+丙）とした。

## 搭載機
- キ94(計画のみ)
- 一〇〇式司令部偵察機三型乙プラス丙（キ46-III乙+丙）
- キ102甲
- キ108